# Ludvig Collijn
Per Ludvig Collijn (nascut el 20 de novembre de 1878, i mort el 4 d'octubre de 1939 a Estocolm), fou un jugador i escriptor d'escacs, i el president de l'Associació d'Escacs de Suècia en el període 1917-1939.
Ludvig era cosí d'Isaac Collijn.
|  |

## Contribucions als escacs
Al primer Campionat d'escacs Nòrdic, celebrat a Estocolm el 1897, Collijn respongué de forma consistent contra 1.e4 amb 1...d5. Aquesta obertura rep actualment el nom de defensa escandinava, un terme documentat des de 1994.
Cap a 1912 ell i el seu germà Gustav foren coneguts per organitzar la Conferència Internacional d'Escacs que se celebrà a Estocolm aquell any. Posteriorment, varen escriure una publicació de partides d'interès comentades de les jugades al Congrés d'Estocolm.

## Lärobok
El 1896 els germans varen publicar el seu "Llibre de text d'escacs", Lärobok i Schack. D'acord amb D. Hooper i Ken Whyld, la quarta edició del Lärobok de Collijn (en suec), amb aportacions innovadores de Rubinstein, Réti, Spielmann i Nimzovitsch fou una de les més "populars fonts de referència per a forts jugadors entre les dues guerres mundials".